# Hyacinthe Devondel
Pour les articles homonymes, voir Hyacinthe et Devondel.
Hyacinthe Devondel, né à Schaerbeek le 18 octobre 1909 et décédé le 30 avril 1976, est un architecte belge. Il a construit principalement des maisons unifamiliales et des immeubles à appartements dans le nord-est de Bruxelles, dans les communes de Schaerbeek et d'Evere.

## Biographie
Il a fait ses études d'architecture à l'école Saint-Luc, dans l'implantation existant alors à Schaerbeek. Dès le début de sa carrière en 1930, il s'est installé avec sa famille au 47 rue Guillaume Kennis à Schaerbeek où il a maintenu son bureau jusqu'en 1970.
Comme beaucoup d'architectes bruxellois, il a vécu une période difficile durant la Deuxième Guerre mondiale et les années qui ont suivi, marquées par peu de nouvelles constructions. Durant cette période, il s'est principalement consacré à des expertises de dommages de guerre. En outre, il a travaillé à mi-temps comme directeur de la régie des bâtiments de la commune d’Evere.
C'est dans les années 1950 et 1960 qu'il a réalisé la plupart de ses immeubles, contribuant à l'aspect architectural des communes de Schaerbeek et d'Evere.

## Style et principales réalisations
Son style est marqué par l’efficacité, la robustesse et l’absence de fioritures. Sa signature « H.DEVONDEL » figure sur bon nombre de façades d'immeubles, parmi lesquels se trouvent l'immeuble au 87 de l’avenue de Roodebeek (immeuble aujourd'hui disparu qui a laissé sa place à une construction plus récente), les numéros 32 et 34 de la rue du Saphir et l’immeuble d’angle adjacent de l’avenue Eugène Plasky 173. Les immeubles à appartements dans l’avenue Adolphe Lacomblé, aux numéros 8-10, 12-16, 18-20 et 22-24 sont parmi les plus hauts qu’il a érigés.